# Calo Blang Gele
Calo Blang Gele is een bestuurslaag in het regentschap Aceh Tengah van de provincie Atjeh, Indonesië. Calo Blang Gele telt 92 inwoners (volkstelling 2010).